# Pasaj (dresaj)
Pasajul este o mișcare din Școala înaltă de călărie.
Constă efectuarea trapului cu pași întârziați și fază prelungită de plutire. Membrele inferioare sunt ridicate până în poziție verticală iar piciorul posterior se apropie sub corp. Calul se deplasează puțin înainte. 
Pasajul se dezvoltă din piaf (dresaj).